# Diệp hạ châu chụm
Diệp hạ châu chụm hay sơn liễu (danh pháp: Phyllanthus cochinchinensis) là một loài thực vật có hoa trong họ Diệp hạ châu. Loài này được Spreng. mô tả khoa học đầu tiên năm 1826.